# 魏千翔
魏千翔（英文名：Shawn Wei，1987年4月1日—）。中國大陸男演員，上海人，2006年进入上海戏剧学院播音與主持專業本科班就读。拍摄过多部广告，参演过多部影视作品，2013年憑《兰陵王》的韓曉冬一角開始為人熟悉，2014年憑《鹿鼎記》演康熙帝，首當第二男主角，令其人氣急升。2016年參演《賽小花的遠大前程》，首度擔正第一男主角。

## 影视作品

### 电视剧
| 首播年份 | 剧名                 | 角色     | 备注               |
| 2010年   | 《唐琅探案》         | 小 三    |                    |
| 2010年   | 《嫦娥》             | 云中子   |                    |
| 2011年   | 《断箭》             | 李青云   |                    |
| 2011年   | 《开天辟地》         | 蒋先云   |                    |
| 2012年   | 《宫锁珠帘》         | 胤禵     |                    |
| 2012年   | 《赏金猎人》         | 白少初   |                    |
| 2012年   | 《活佛济公3》        | 李梦龙   | 單元《胭脂情》     |
| 2013年   | 《笑傲江湖》         | 孫劍通   | 客串               |
| 2013年   | 《X女特工》          | 許正帆   |                    |
| 2013年   | 《爱的创可贴》       | 钟一凡   |                    |
| 2013年   | 《兰陵王》           | 韩晓冬   |                    |
| 2014年   | 《爱的妇产科》       | 陶 腾    |                    |
| 2014年   | 《女王駕到》         | 常 乐    | 單元《閃愛女王》   |
| 2014年   | 《新济公活佛》       | 赛子都   | 單元《乱点鸳鸯谱》 |
| 2014年   | 《鹿鼎記》           | 康熙     |                    |
| 2015年   | 《千金女賊》         | 廟主     | 客串               |
| 2015年   | 《爱的妇产科2》      | 陶 腾    |                    |
| 2015年   | 《美丽的秘密》       | 程伟峰   |                    |
| 2016年   | 《老板来了》         | 言立为   |                    |
| 2017年   | 《赛小花的远大前程》 | 尤亮     |                    |
| 2017年   | 《职场是个技术活》   | 林凡     |                    |
| 2017年   | 《深夜食堂》         | 姜大山   |                    |
| 2018年   | 《我的青春遇见你》   | 陈也     |                    |
| 2018年   | 《欢乐女神捕》       | 黄小鱼   | 2014年拍攝         |
| 2018年   | 《青春警事》         | 路英波   |                    |
| 2019年   | 《东宫》             | 顾剑     |                    |
| 2019年   | 《只为遇见你》       | 毅       |                    |
| 2019年   | 《暗黑者第三季》     | 薛天     | 網絡劇             |
| 2019年   | 《九州缥缈录》       | 百里寧卿 |                    |
| 2020年   | 《雷霆战将》         | 杜德勇   |                    |
| 2021年   | 《当天真遇见爱情》   | 孟严     |                    |
| 2021年   | 《大饭店传奇》       | 楊二     | 網絡劇，2017年拍攝 |
| 2023年   | 《爱情而已》         | 奈特     | 客串               |
| 2023年   | 《闪耀的她》         | 林浩     | 網絡劇             |
| 2023年   | 《治愈系恋人》       | 杜云成   |                    |
| 2024年   | 《藏海花》           | 张海客   | 網絡劇             |
| 2024年   | 《錦衣夜行》         | 纪纲     | 2015年拍攝         |
| 待播     | 《谁动了我的隐私》   | 丁海     | 網絡劇             |
| 待播     | 《落地生根》         |          |                    |
| 待播     | 《太平年》           | 趙匡義   |                    |
| 待播     | 《长风起》           |          | 網絡劇             |

### 電影
| 首播年份 | 剧名           | 角色       | 备注     |
| 2012年   | 《花房愛》     | 陳浩民     |          |
| 2012年   | 《雙城計中計》 | 陳少卿     |          |
| 2013年   | 《愛神》       | 咖啡店店員 |          |
| 2021年   | 《诡婳狐》     | 桑子明     | 網絡電影 |
| 2022年   | 《藏地奇兵》   |            | 網絡電影 |
| 待上映   | 《鷹獵長空》   | 周漢強     |          |

### 綜藝節目
| 播出日期          | 平台     | 節目           | 备注               |
| 2009年4月17日     | 湖南衛視 | 《天天向上》   | 廣告小王子主题     |
| 2010年4月7日      | 江蘇衛視 | 《幸福晚點名》 |                    |
| 2013年10月5日     | 湖南衛視 | 《快樂大本營》 | 《蘭陵王》劇組     |
| 2013年11月1日     | 深圳衛視 | 《年代秀》     | 《蘭陵王》劇組     |
| 2014年5月1日      | 湖南衛視 | 《星劇社》     | 《鹿鼎記》劇組     |
| 2014年12月27日    | 安徽衛視 | 《非常靜距離》 |                    |
| 2015年1月26日     | 騰訊視頻 | 《灌籃高手》   |                    |
| 2015年9月19、26日 | 深圳衛視 | 《中韓夢之隊》 |                    |
| 2015年12月5日     | 湖南衛視 | 《快樂大本營》 | 《美麗的秘密》劇組 |
| 2016年1月8日      | 愛奇藝   | 《大牌对王牌》 | 《美麗的秘密》劇組 |

## 音樂作品
| 發行年份 | 曲名            | 作詞   | 作曲   | 備註                                                 |
| 2009年   | 《Be Your Man》 | 徐郁超 | 徐郁超 | 單曲發行                                             |
| 2018年   | 《風雨無阻》    | 李子恆 | 李子恆 | 原唱為周華健，於電視劇《我的青春遇見你》原聲帶中翻唱 |

## 外部連結
- 魏千翔的新浪微博